# Traité d'annexion de la Corée
Le traité d'annexion de la Corée fut signé le 22 août 1910 par le gouvernement coréen et le gouvernement impérial japonais. Il prend effet le 29 août 1910. Par ce traité, qui fait suite au Traité d'Eulsa de 1905 (第二次日韓協約 ou 乙巳条約, par lequel la Corée est devenue un protectorat du Japon) et au Traité d'annexion de la Corée de 1907 (第三次日韓協約, par lequel la Corée a été privée de l'administration des affaires intérieures), le Japon a officiellement annexé la Corée.
Aujourd'hui en Corée, ce traité est aussi appelé Hanil Hapbang Neugyak (한일 합방 늑약), ce qui signifie « traité forcé et sans fondement (neugyak) de l'annexion de la Corée au Japon ». Cet évènement est aussi appelé Gyeongsul Gukchi (경술국치), qui veut dire « l'humiliation de la nation en 1910 ». Le jour du 29 août est considéré de nos jours comme Gukchi-il (국치일), « le jour de la honte nationale ».

## Légalité
Malgré la contestation de la population coréenne, le Japon procéda à une annexion légale de la Corée, selon la procédure de l'époque. Malgré sa légalité, cette annexion fut établie contre la volonté de la population coréenne, qui dès 1905, protestait contre la mise en place du protectorat. La légalité de ce traité fut bientôt disputée par le gouvernement provisoire de la république de Corée et par la suite par la république de Corée, ils furent soutenus par les Alliés qui occupaient le Japon après la Seconde Guerre mondiale. Bien que ce traité fût marqué du sceau national de l'Empire coréen, l'empereur Sunjong de Corée refusa de le signer comme l'exigeait la loi coréenne d'alors. Ce traité fut signé par le Premier ministre coréen Yi Wan-Yong et Terauchi Masatake, comte et gouverneur général du Japon.
Il prit fin avec le traité nippo-sud-coréen du 22 juin 1965 qui établit que tout traité ou accord passés entre les empires de Corée et du Japon avant et au jour du 22 août 1910 sont considérés comme nuls et annulés.
La question de l'illégalité de cette annexion est encore aujourd'hui un sujet de controverse. Dans les deux Corées, elle est présentée dans les manuels d'histoire comme illégale. Un consensus des historiens japonais et coréens se constate au contraire sur « la critique unanime de la domination coloniale ». 